# مايك جويس
مايك جويس (بالإنجليزية: Mike Joyce)‏ هو لاعب كرة قاعدة أمريكي، ولد في 12 فبراير 1941.